# Huanghuashan
Huanghuashan (kinesiska: 黄花山, 黄花山镇) är en köping i Kina. Den ligger i den autonoma regionen Inre Mongoliet, i den norra delen av landet, omkring 890 kilometer nordost om regionhuvudstaden Hohhot. Antalet invånare är 14952. Befolkningen består av 7 229 kvinnor och 7 723 män. Barn under 15 år utgör 15,0 %, vuxna 15-64 år 79 %, och äldre över 65 år 5,0 %.
Genomsnittlig årsnederbörd är 563 millimeter. Den regnigaste månaden är juli, med i genomsnitt 155 mm nederbörd, och den torraste är februari, med 3 mm nederbörd.